# 기예르모 바르가스
기예르모 바르가스 히메네스(스페인어: Guillermo Vargas Jiménez, 1975년 9월 18일 ~ )는 코스타리카의 미술가이다. 아바쿠크(Habacuc)라는 이름으로도 잘 알려져 있다. 2007년 8월 니카라과 마나과에서 열린 비엔날레에서 개를 사슬에 연결하여 3일간 먹이를 주지 않고 점점 쇠약해지는 개를 전시한 것으로 유명하다.

## 생애 및 업적
기예르모 바르가스는 코스타리카 인터아메리카 대학교(Universidad Interamericana de Costa Rica)에서 특수 교육 교사로 공부했지만 졸업하지 못했다. 바르가스는 자신을 독학한 예술가라고 묘사한다. 바르가스의 미디어에는 사진, 그림, 공연 예술, 설치 예술, 연극 무용 및 비디오가 포함된다. 그는 멕시코, 니카라과, 코스타리카뿐만 아니라 미국의 미주 개발 은행에도 전시했다. 바르가스는 2008년 중앙아메리카 비엔날레 온두라스(Bienal Centroamericana Honduras)에서 발표하고 비에날 델 이스트모(Bienal del Istmo) 2010에서 다시 발표할 코스타리카 대표 6명 중 한 명으로 선정되었다. 2010년 6월에는 바르가스의 비디오 중 2개가 스페인의 비에날 데 폰테베드라(Bienal de Pontevedra)에서 발표될 예정이었다. 그러나 바르가스가 "camisETA"라고 적힌 티셔츠를 입고 나타난 후 그의 동영상은 프로그램에서 삭제되었다.